# Антоника дель Бальцо
Антоника дель Бальцо (итал. Antonicca del Balzo, ум. 23 апреля 1547) — графиня Алессано, сеньора Мольфетты, Джовенаццо и Спеккьи c 1524.
Дочь Джованни Франческо дель Бальцо, графа Алессано, и Маргерителлы дель Бальцо. После смерти братьев унаследовала все владения дома Алессано.
Вышла замуж за Ферранте (Фердинандо) Ди Капуа (ум. 1523), герцога де Термоли, которого император Карл V сделал князем Мольфетты.
Дети:
- Изабелла (1510—1559), принцесса ди Мольфетта. Муж: Ферранте I Гонзага
- Мария (ум. 1555), герцогиня Термоли. Муж: Винченцо ди Капуа (ум. 1558), герцог Термоли, маркиз ди Гульонези, граф ди Монтагана и ди Гамбатеза; от этого брака произошли герцоги де Термоли, которые к своему титулу добавили имя дель Бальцо.